# 2014年冬季残疾人奥林匹克运动会德国代表团
2014年冬季残疾人奥林匹克运动会德国代表团是德国派出的2014年冬季残疾人奥林匹克运动会代表团。获得9枚金牌、5枚银牌和1枚铜牌。